# Norberto Romualdez
Norberto Romualdez (ur. 6 czerwca 1875, zm. 4 listopada 1941) – filipiński polityk, prawnik i językoznawca.

## Życiorys
Urodził się 6 czerwca 1875 w Burawen w prowincji Leyte. Był najstarszym dzieckiem Daniela Romualdeza oraz Trinidad Lopez. Został wybrany w skład Konwencji Konstytucyjnej, która przygotowała ustawę zasadniczą z 1935. Zasiadał również w Zgromadzeniu Narodowym (1936–1941) oraz kandydował w wyborach do krajowego Senatu. Poza stanowiskami politycznymi piastował także kierownicze funkcje w filipińskim wymiarze sprawiedliwości. Od 1913 do 1919 był sędzią, natomiast w latach 1921–1932 zasiadał w filipińskim Sądzie Najwyższym. Romualdez pozostawił po sobie prace poświęcone kilku językom rodzimym dla archipelagu. Znany był z miłości do języka warajskiego, pochylał się również nad muzyką tworzoną przez mieszkańców Filipin.
Romualdez jest wszakże współcześnie pamiętany głównie ze względu na swoją działalność na rzecz ustanowienia języka narodowego (pambansang wika) Filipin. Podczas prac nad wspomnianą wyżej konstytucją domagał się by opierała się ona na zrozumiałym dla wszystkich Filipińczyków, rodzimym języku. Był autorem ustawy tworzącej Surian ng Wikang Pambansa, poprzedniczki Komisyon ng Wikang Filipino. Komisja ta czuwa nad rozwojem oraz wzbogacaniem języka filipińskiego, będącego w zasadzie ustandaryzowaną formą języka tagalskiego. Uznaje się go, między innymi na skutek działań Romualdeza, za język narodowy Filipin.
9 września 1899 poślubił Mariquitę Marquez, doczekał się siedmiorga dzieci. Zmarł 4 listopada 1941 w Palapag w prowincji Samar. Był wujem Imeldy Marcos, a co za tym idzie wywodził się z jednego z klanów, z którego pochodzi Bongbong Marcos, urzędujący od 2022 prezydent Filipin.